# Teoria da catástrofe de Toba

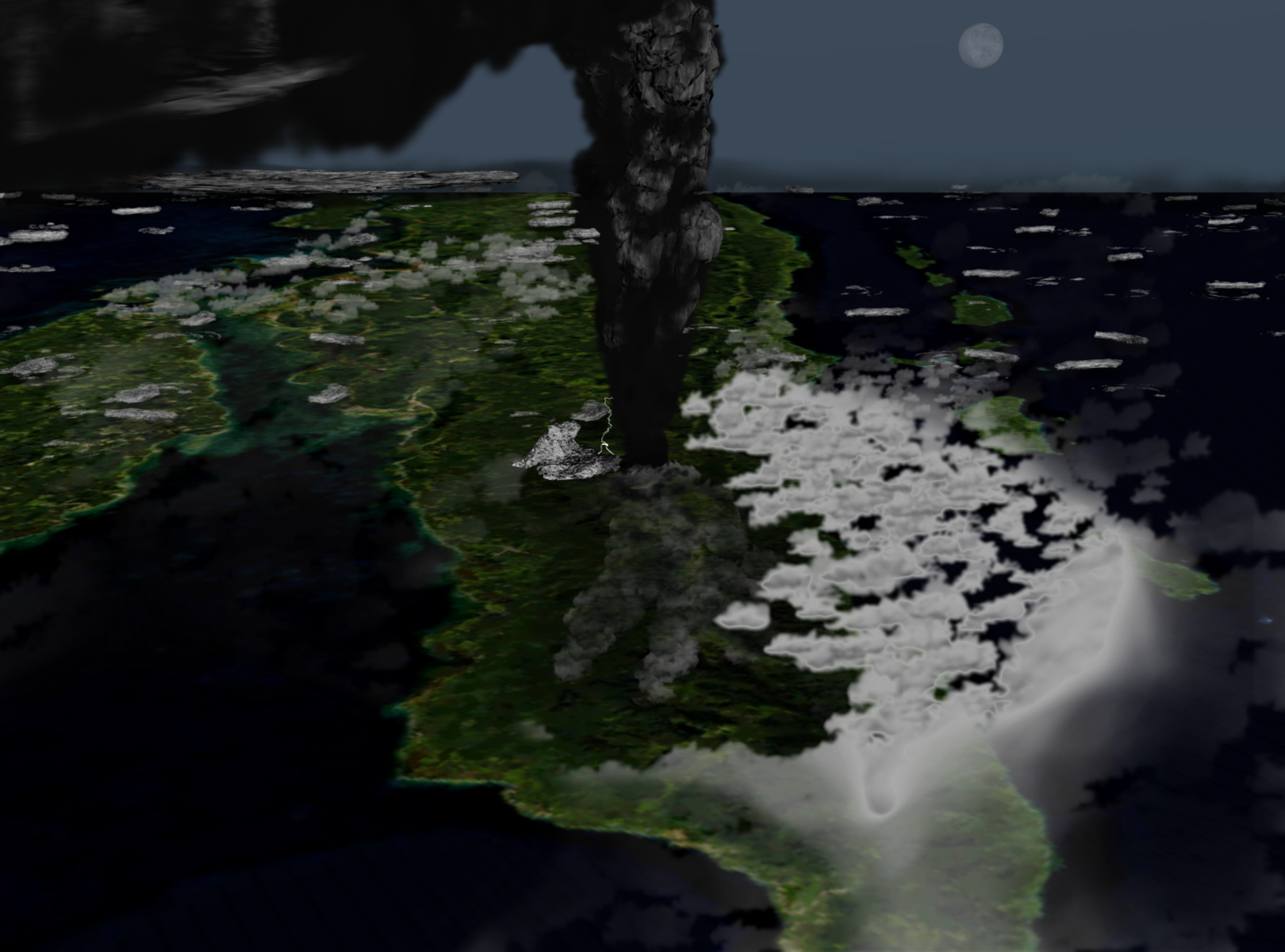
Ilustração de como a erupção poderia ter sido vista do espaço.

De acordo com a teoria da catástrofe de Toba, há entre 70 mil e 80 mil anos um evento supervulcânico no Lago Toba, em Sumatra, reduziu a população humana mundial a 10 mil ou talvez a meros mil casais, criando um efeito de gargalo na evolução humana. A teoria foi proposta em 1998 por Stanley H. Ambrose da University of Illinois at Urbana-Champaign.

## História
Nos últimos três a cinco milhões de anos, após humanos e outras linhagens de símios divergirem da linhagem hominida, a linhagem humana produziu uma variedade de espécies, incluindo  H. ergaster, H. erectus, H. neanderthalensis e possivelmente H. floresiensis.
De acordo com a teoria da catástrofe de Toba, as consequências de uma erupção vulcânica massiva reduziram severamente a população humana. Isto deve ter ocorrido em torno de há 70 000 a 80 000 anos quando a caldeira de Toba na atual Indonésia entrou em uma erupção de categoria 8 (ou    "mega-colossal") no índice de Explosividade Vulcânica. Este liberou energia equivalente a aproximadamente 1 GtonTNT (4,2 EJ), três mil vezes maior que a erupção do Monte Saint Helens em 1980. De acordo com Ambrose, isto reduziu a temperatura média global em 5 graus Celsius (9 graus Fahrenheit) por vários anos e pode ter provocado uma idade do gelo. De acordo com Robock, Toba não provocou uma idade do gelo, embora possa ter precipitado uma idade do gelo que estava começando. Mas a simulação de Robock demonstrou uma redução da temperatura global no terceiro ano após a erupção de até 15°C (6 Gt SO2/ 300x Pinatubo). Sendo 4.9°C/ 1,000 m o gradiente adiabático do ar saturado acima de 0°C, isso significaria que a linha das árvores e a linha da neve estaria por volta de 3,000 m mais abaixo.
Ambrose postulou que esta alteração ambiental criou um "gargalo" populacional nas várias espécies que existiam aquele tempo; isto resultou em acelerada diferenciação de populações humanas isoladas, eventualmente conduzindo à extinção de todas as outras espécies humanas exceto as duas variedades que tornaram-se os Neandertais (H. neanderthalensis) e os humanos modernos (H. sapiens sapiens).

## Evidências
Algumas evidências geológicas e modelos computacionais apoiam a plausabilidade da teoria da catástrofe de Toba. Os dados dos testemunhos de gelo da Groenlândia mostram uma mudança abrupta em torno deste período, mas nos correspondentes dados da Antártica a mudança não é facilmente discernível. Cinzas desta erupção do Lago Toba, localizado próximo ao Equador, devem ter-se espalhado pelo mundo inteiro.
Evidências genéticas sugerem que todos os humanos vivos hoje, apesar de sua aparente variedade, são descendentes de uma população muito pequena, talvez entre 1000 e 10000 casais.
Usando as taxas médias de mutação genética, alguns geneticistas estimam que esta população viveu em um período coincidindo com o evento em Toba. Estas estimativas não contradizem a estimativa consensual que o adão cromossomial Y viveu há aproximadamente 60 mil anos e que a Eva mitocondrial é estimada como tendo vivido há 140 mil anos, porque Toba não é conjecturada como sendo um evento de "gargalo" populacional extremo, onde a população é reduzida a um pequeno número de casais.
Análise genética de alguns genes mostram divergência em algum momento há entre 60 mil a 2 milhões de anos, mas isto não contradiz a teoria Toba, mais uma vez porque Toba não é conjecturada como um gargalo extremo. O quadro completo das linhagens de genes (incluindo os atuais níveis da variação genética humana) permitem a teoria de uma indução de gargalo da população humana pelo evento de Toba.
Trabalho recente do arqueólogo Michael Petraglia sugere que, de fato, humanos modernos sobreviveram relativamente incólumes em pelo menos um assentamento na Índia.

### Análise de genes de piolhos
Alan Rogers, um co-autor deste estudo e professor de antropologia na Universidade de Utah, diz: “O registro de nosso passado está escrito em nossos parasitas.” Rogers e outros tem proposto o gargalo pudesse ter ocorrido por causa de uma mortandade maciça dos primeiros seres humanos devido a uma erupção vulcânica global catastrófica. A análise de genes dos piolhos confirmou que a população de Homo sapiens cresceu rapidamente após um pequeno grupo de primeiros seres humanos deixarem a África em algum momento há entre 150 mil e 50 mil anos.

## Migração
De acordo com esta teoria, humanos saíram da África após o evento Toba quando o clima e outros fatores permitiram. Eles emigraram primeiro para a Arábia e posteriormente a Indochina e Austrália (Ambrose, 1998, p. 631), e posteriormente ao Oriente Médio e que se transformaria no Crescente Fértil que segue ao fim do Período de Glaciação Würm, o último período glacial (110 mil a 10 mil anos antes do presente).